# Mason megye (Nyugat-Virginia)
Mason megye az Amerikai Egyesült Államokban, azon belül Nyugat-Virginia államban található. Megyeszékhelye és legnagyobb városa Point Pleasant. Lakosainak száma 25 453 fő (2020. április 1.). Mason megye Meigs, Jackson, Putnam, Cabell és Gallia megyékkel határos.

## Népesség
A megye népességének változása:
| Lakosok száma | 27 334 | 27 345 | 27 240 | 27 126 | 27 037 | 25 453 |
|               | 2010   | 2011   | 2012   | 2013   | 2015   | 2020   |